# 品川洋子
品川 洋子（しながわ ひろこ、1931年 - ）は、日本の教育者。東京都出身。福岡県にて育つ。「女性校長の草分け的存在」と紹介されることがある。

## 来歴
1931年、東京府に生まれる。12歳のとき、戦時疎開で、現在の福岡県みやこ町へ移住。京都高等女学校（現・福岡県立京都高等学校）を経て、1953年に福岡学芸大学(現・福岡教育大学）中学校教育課程社会科を卒業する。
教職に就き、1992年に北九州市の公立中学校校長をもって定年退職する。同年より福岡教育大学教育学部講師となる。
2001年、九州産業大学大学院国際文化研究科国際文化専攻で修士号を取得した。
2002年、九州女子大学文学部教授を定年退職する。
2007年、北九州森鷗外記念会会長に就任。

## 著書
- 『戦中戦後少女の日記―家庭や学校に昭和のよさがあった頃』中央公論事業出版、2008年
- 『紫匂いし・戦時下の少女が綴る―東京で十歳からの日記全文』中央公論事業出版、2010年
- 『ひらく校長として女性として　学校図書館と関わりながら』中央公論事業出版、2015年12月1日